# Helena Pfeiffer
Helena Pfeiffer (* 1595 in Luzern; † 23. Februar 1675 in Wil SG; heimatberechtigt in Luzern) war eine Schweizer Dominikanerin und Priorin des Klosters St. Katharina in Wil.

## Leben
Helena Pfeiffer trat jung ins 1607 neu erbaute Dominikanerinnenkloster St. Katharina in Wil ein, wo sie 1612 die Profess ablegte und 1622 zur Priorin gewählt wurde. Noch im selben Jahr erreichte sie von der Stadt Wil die vertraglich abgesicherte Steuerbefreiung des Klosters. Engagiert setzte sich Pfeiffer für die Festigung des geistlichen Lebens im Konvent ein. 1625 holte sie mit Zustimmung des Fürstabts von St. Gallen die charismatische Kapuzinerin Maria Catharina Buri vom Kloster St. Maria der Engel in Wattwil für über ein Jahr in ihre Gemeinschaft. 1627 führte Pfeiffer im Kloster die einschneidende Klausur ein. Nach 31 Amtsjahren trat sie 1653 zurück und lebte bis zu ihrem Tod im Kloster in Wil.